# Dora Meeson
Dora Meeson Coates (1869 – 1955) foi uma artista australiana e membro eleito do Instituto Real de Pintores a Óleo de Londres. Ela era membro da Liga de Artistas pelo Sufrágio do Reino Unido. Ela se casou com o artista George James Coates em 23 de julho de 1903.

## Exposições coletivas
- 1992 Museu de Arte Moderna Heide - Completing the Picture[3]

## Coleções
- Galeria de Arte de Ballarat[4]
- Galeria de Arte de Nova Gales do Sul[5][6]
- Memorial de Guerra Australiano[7]
- Galeria de Arte Benalla[8]
- Galeria de Arte e Museu Histórico de Castlemaine[9]
- Galeria de arte de Christchurch, Nova Zelândia[10]
- Imperial War Museum, Londres[11]
- Museu de Londres[12]
- Museu Nacional do Exército, Chelsea[13]
- Galeria Nacional da Austrália[14]
- Galeria Nacional de Vitória[15]
- Biblioteca Nacional da Austrália[16]
- Autoridade do Porto de Londres
- Biblioteca Estadual da Tasmânia[17]

## Reconhecimento e legado
Uma representação de sua faixa foi usada no desenho da moeda de um dólar australiano de 2003 que celebra o centenário do sufrágio feminino. A rua Meeson, no subúrbio de Chisholm, em Canberra, foi nomeada em sua homenagem.